# 36th Avenue
36th Avenue (IPA: [ˈθɜrdi-sɪksθ ˈævəˌnu]), conosciuta anche con il nome di 36th Avenue-Washington Avenue, è una fermata della metropolitana di New York situata sulla linea BMT Astoria. Nel 2015 è stata utilizzata da 2 394 564 passeggeri.

## Storia
La stazione venne aperta il 1º febbraio 1917 insieme al resto della linea BMT Astoria, all'epoca diramazione della linea IRT Queensboro. Nel 1949, insieme alle altre stazioni della linea, fu sottoposta ad una serie di lavori per permettere il passaggio del materiale rotabile della BMT, più largo di quello dell'IRT che operava in precedenza sulla linea.
Sarà una delle 30 stazioni della rete ad essere sottoposta ad importanti lavori di ristrutturazione, che comporteranno la chiusura della stazione per un tempo di circa 6 mesi, come parte del piano di investimenti del 2015-2019 della MTA.

## Strutture e impianti
36th Avenue è una fermata di superficie con due banchine laterali e tre binari, dei quali solo i due esterni sono utilizzati regolarmente per il servizio metropolitano. Il mezzanino, posto sotto la zona centrale del piano binari, è una struttura in legno dove sono posizionati i tornelli, le scale per le banchine e le tre scale d'ingresso della stazione, che conducono tutte presso l'incrocio tra 36th Avenue e 31st Street.

## Movimento
La stazione è servita dai treni di due linee della metropolitana di New York:
- Linea N Broadway Express, sempre attiva;[8]
- Linea W Broadway Local, attiva solo nei giorni feriali esclusa la notte.[9]

## Interscambi
La stazione è servita da diverse autolinee gestite da MTA Bus.
- Fermata autobus